# Bordeaux-Saint-Clair
Cet article possède un paronyme, voir Bordeaux de Saint-Clair.
Pour les articles homonymes, voir Bordeaux (homonymie) et Saint-Clair.
Bordeaux-Saint-Clair est une commune française située dans le département de la Seine-Maritime en région Normandie.

## Géographie

### Localisation
|                         | Bénouville              | Les Loges |
| Étretat                 | Bordeaux-Saint-Clair    | Les Loges |
| Le Tilleul Pierrefiques | Villainville Cuverville | Les Loges |

### Hydrographie
La commune est située dans le bassin Seine-Normandie. Elle n'est drainée par aucun cours d'eau,.

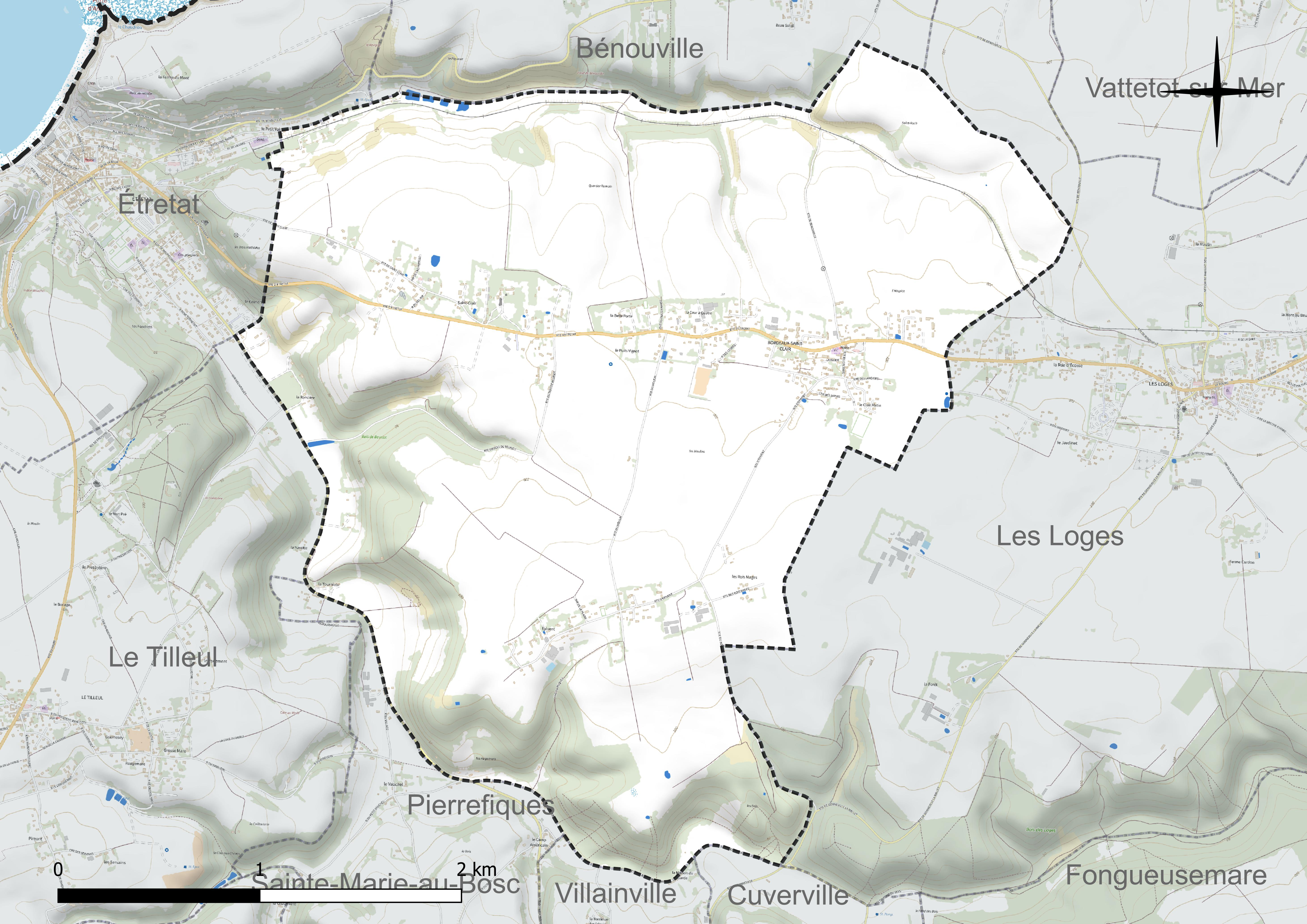
Réseau hydrographique de Bordeaux-Saint-Clair.

### Climat
Pour des articles plus généraux, voir Climat de la Normandie et Climat de la Seine-Maritime.
En 2010, le climat de la commune est de type climat océanique franc, selon une étude du CNRS s'appuyant sur une série de données couvrant la période 1971-2000. En 2020, Météo-France publie une typologie des climats de la France métropolitaine dans laquelle la commune est exposée à un climat océanique et est dans la région climatique Côtes de la Manche orientale, caractérisée par un faible ensoleillement (1 550 h/an) ; forte humidité de l’air (plus de 20 h/jour avec humidité relative > 80 % en hiver), vents forts fréquents. Parallèlement le GIEC normand, un groupe régional d’experts sur le climat, différencie quant à lui, dans une étude de 2020, trois grands types de climats pour la région Normandie, nuancés à une échelle plus fine par les facteurs géographiques locaux. La commune est, selon ce zonage, exposée à un « climat maritime », correspondant au Pays de Caux, frais, humide et pluvieux, légèrement plus frais que dans le Cotentin.
Pour la période 1971-2000, la température annuelle moyenne est de 10,5 °C, avec une amplitude thermique annuelle de 12,4 °C. Le cumul annuel moyen de précipitations est de 969 mm, avec 12,5 jours de précipitations en janvier et 8,8 jours en juillet. Pour la période 1991-2020, la température moyenne annuelle observée sur la station météorologique la plus proche, située sur la commune de Octeville-sur-Mer à 19 km à vol d'oiseau, est de 11,5 °C et le cumul annuel moyen de précipitations est de 790,7 mm,. Pour l'avenir, les paramètres climatiques de la commune estimés pour 2050 selon différents scénarios d'émission de gaz à effet de serre sont consultables sur un site dédié publié par Météo-France en novembre 2022.

## Urbanisme

### Typologie
Au 1er janvier 2024, Bordeaux-Saint-Clair est catégorisée bourg rural, selon la nouvelle grille communale de densité à sept niveaux définie par l'Insee en 2022.
Elle est située hors unité urbaine. Par ailleurs la commune fait partie de l'aire d'attraction du Havre, dont elle est une commune de la couronne,. Cette aire, qui regroupe 116 communes, est catégorisée dans les aires de 200 000 à moins de 700 000 habitants,.

### Occupation des sols
L'occupation des sols de la commune, telle qu'elle ressort de la base de données européenne d’occupation biophysique des sols Corine Land Cover (CLC), est marquée par l'importance des territoires agricoles (80,9 % en 2018), en diminution par rapport à 1990 (82,1 %). La répartition détaillée en 2018 est la suivante : terres arables (57,3 %), prairies (23,7 %), forêts (14 %), zones urbanisées (5 %). L'évolution de l'occupation des sols de la commune et de ses infrastructures peut être observée sur les différentes représentations cartographiques du territoire : la carte de Cassini (XVIIIe siècle), la carte d'état-major (1820-1866) et les cartes ou photos aériennes de l'IGN pour la période actuelle (1950 à aujourd'hui).

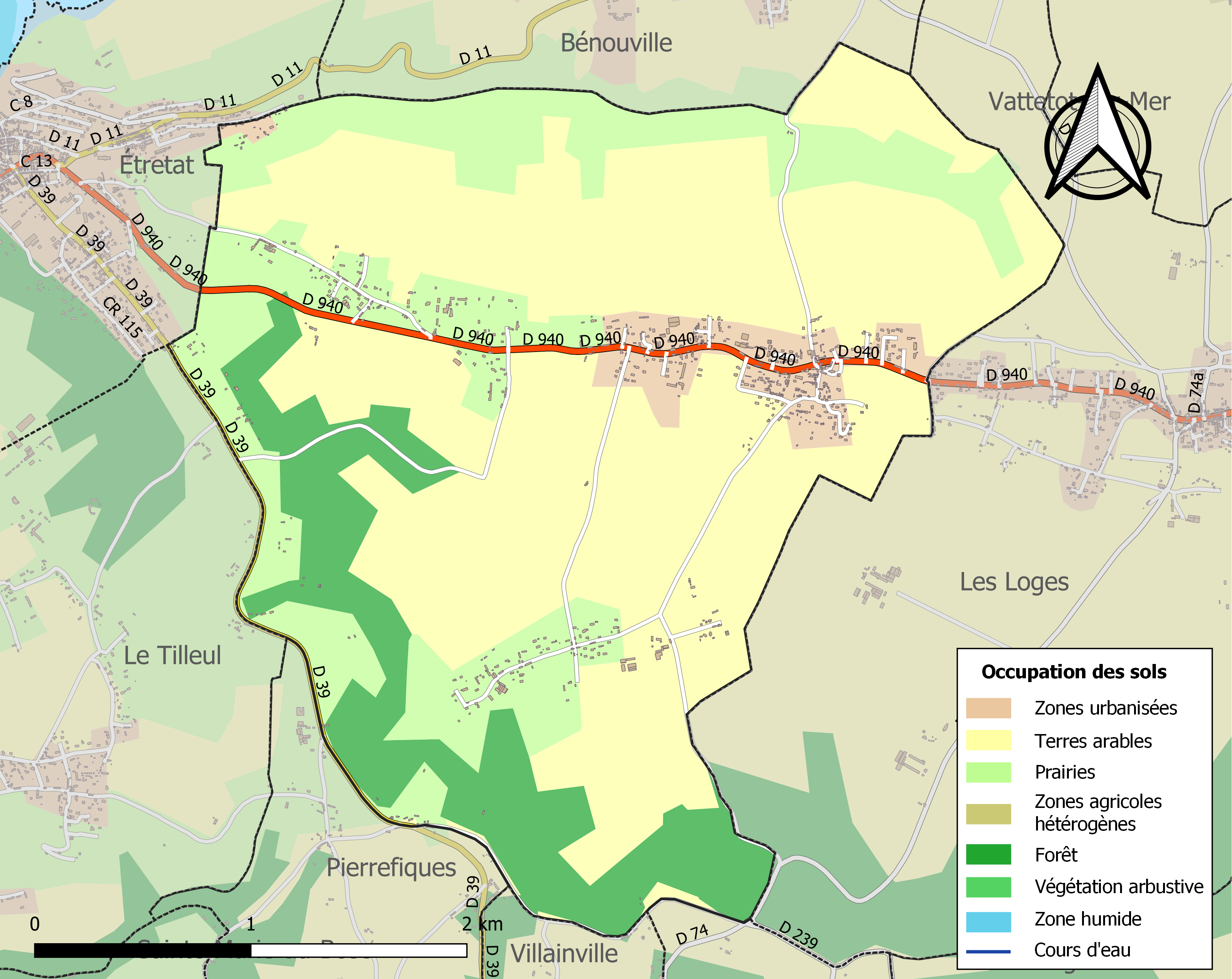
Carte des infrastructures et de l'occupation des sols de la commune en 2018 (CLC).

## Toponymie
Le nom de la localité est attesté sous la forme latinisée Bordellis entre 1140 et 1189 ; traduisant le pluriel de l'ancien français bordel, diminutif de borde : bordéals, bordeaux, au sens ancien de « petites maisons ». Le pluriel attendu dans cette partie de la Normandie serait bordiâs, conformément aux règles de la phonétique cauchoise, dont les noms en -el (devenu -è, français -eau) font toujours leur pluriel en -iâs (exemple : eun osè « un oiseau », des osiâs « des oiseaux »).
Étymologie sans rapport avec la ville de Bordeaux appelée anciennement Burdigala.
 
Par contre, presque, homonymie avec les Bordeaux-de-Saint-Clair, un hameau de Château-sur-Epte dans l'Eure, dont les habitants délaissent le nom officiel pour celui de « Bordeaux-Saint-Clair », ce qui engendre une homonymie en Haute-Normandie.

Bordeaux est la forme en français central, au pluriel, du surnom roman Bordel qui désigne l'habitant d'une petite borde ou maison. Il est à l'origine du nom de famille Bordel, fréquent en Normandie, mais dont il existe un foyer occitan dans le Sud-Est.
Au cours de la Révolution française, la commune, alors nommée simplement Bordeaux, porta provisoirement le nom de La Trinité.

En 1823, la commune absorbe celle voisine de Saint-Clair et adopte le nom de Bordeaux-Saint-Clair.
Saint-Clair est un hagiotoponyme faisant référence à Clair de Normandie, un des nombreux saints portant le nom de saint Clair, originaire du Kent et est toujours représenté en moine portant son chef, après sa décollation. On le vénérait pour guérir des maladies oculaires.

## Politique et administration
| Période                                  | Période                    | Identité               | Étiquette | Qualité                                   |
| ---------------------------------------- | -------------------------- | ---------------------- | --------- | ----------------------------------------- |
| Les données manquantes sont à compléter. |                            |                        |           |                                           |
| 1902                                     |                            | De Coqueréaumont       |           |                                           |
|                                          | 1918                       | Albert Tougard         |           |                                           |
| avant 1995                               |                            | Fernand Basille        | DVD       |                                           |
| Les données manquantes sont à compléter. |                            |                        |           |                                           |
| mars 2001                                | mars 2008                  | René Avenel            |           |                                           |
| mars 2008                                | En cours (au 10 août 2020) | Jean-Pierre Bonneville | DVD       | Retraité Réélu pour le mandat 2020-2026 , |

## Démographie
L'évolution du nombre d'habitants est connue à travers les recensements de la population effectués dans la commune depuis 1793. Pour les communes de moins de 10 000 habitants, une enquête de recensement portant sur toute la population est réalisée tous les cinq ans, les populations de référence des années intermédiaires étant quant à elles estimées par interpolation ou extrapolation. Pour la commune, le premier recensement exhaustif entrant dans le cadre du nouveau dispositif a été réalisé en 2005.

En 2022, la commune comptait 650 habitants, en évolution de −2,26 % par rapport à 2016 (Seine-Maritime : +0,35 %, France hors Mayotte : +2,11 %).
| 1793 | 1800 | 1806 | 1821 | 1831 | 1836 | 1841 | 1846 | 1851 |
| ---- | ---- | ---- | ---- | ---- | ---- | ---- | ---- | ---- |
| 836  | 850  | 831  | 784  | 940  | 925  | 900  | 793  | 816  |

| 1856 | 1861 | 1866 | 1872 | 1876 | 1881 | 1886 | 1891 | 1896 |
| ---- | ---- | ---- | ---- | ---- | ---- | ---- | ---- | ---- |
| 795  | 815  | 800  | 754  | 760  | 705  | 700  | 667  | 627  |

| 1901 | 1906 | 1911 | 1921 | 1926 | 1931 | 1936 | 1946 | 1954 |
| ---- | ---- | ---- | ---- | ---- | ---- | ---- | ---- | ---- |
| 603  | 589  | 556  | 505  | 489  | 444  | 455  | 439  | 401  |

| 1962 | 1968 | 1975 | 1982 | 1990 | 1999 | 2005 | 2006 | 2010 |
| ---- | ---- | ---- | ---- | ---- | ---- | ---- | ---- | ---- |
| 340  | 352  | 380  | 538  | 525  | 566  | 585  | 583  | 623  |

| 2015 | 2020 | 2022 | - | - | - | - | - | - |
| ---- | ---- | ---- | - | - | - | - | - | - |
| 669  | 644  | 650  | - | - | - | - | - | - |

## Culture locale et patrimoine

### Lieux et monuments
Église Saint-Martin.

### Héraldique
| Blason de Bordeaux-Saint-Clair | Blason  | Coupé : au 1er d'azur à une maison commune d'argent, maçonnée de sable à dextre, et à un buste de saint Clair d'argent, auréolé d'or à senestre, au 2e de gueules au vase d'or surmonté d'une croisette du même. |
| Blason de Bordeaux-Saint-Clair | Détails | Devise : « Te clarissimum domum accidiemus » (à toi qui a l'esprit clair, nous ouvrirons notre maison). Conseil Héraldique Français. Adopté le 8 novembre 1996.                                                  |